# Охорона здоров’я в Європі

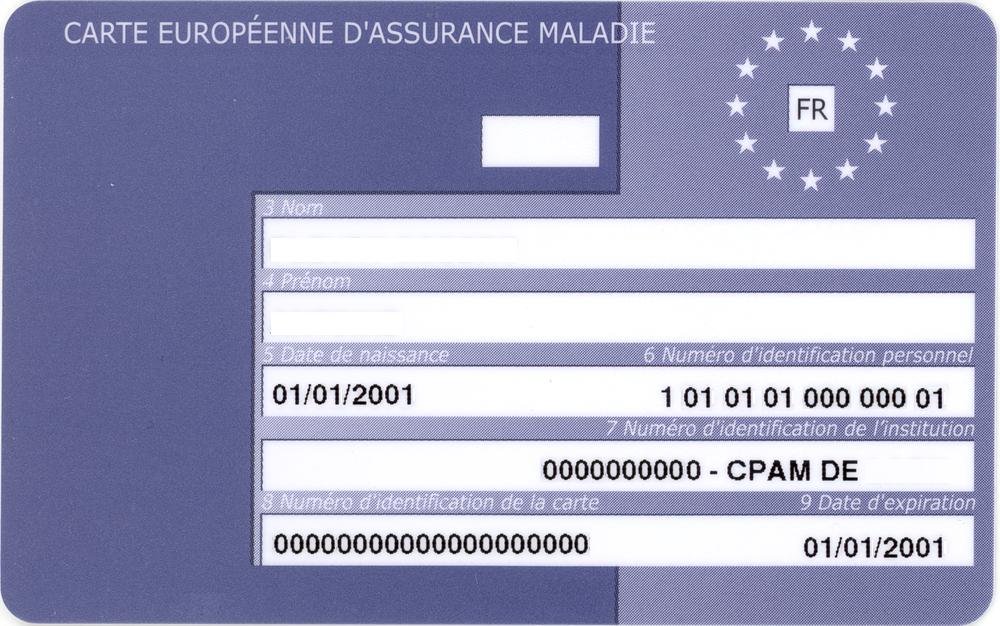
Європейська картка медичного страхування (французька версія на фото)

Охорона здоров’я в Європі здійснюється через широкий спектр різних систем, що працюють на окремих національних рівнях. У більшості європейських країн існує система жорстко регульованих конкуруючих приватних медичних страхових компаній з державними субсидіями для громадян, які не можуть дозволити собі покриття. Багато європейських країн (і всі країни Європейського Союзу) пропонують своїм громадянам європейську карту медичного страхування, яка на взаємній основі забезпечує страхування невідкладної медичної допомоги під час відвідування інших європейських країн-учасниць.

## Європейське здоров’я
| 5.  | 1. | Іспанія    | 83.4 |
| 6.  | 2. | Італія     | 83.4 |
| 11. | 3. | Швеція     | 82,7 |
| 12. | 4. | Франція    | 82,5 |
| 13. | 5. | Мальта     | 82.4 |
| 16. | 6. | Ірландія   | 82.1 |
| 17. | 7. | Нідерланди | 82.1 |
| 19. | 8. | Люксембург | 82.1 |
| 20. | 9. | Греція     | 82.1 |

Всесвітня організація охорони здоров’я перелічила 53 країни, що входять до європейського регіону. Результати в галузі охорони здоров’я дуже різняться залежно від країни. Країни Західної Європи значно збільшили тривалість життя з часів Другої світової війни, тоді як більшість країн Східної Європи та країн колишнього СРСР зазнали зменшення тривалості життя.
Вживання тютюну є найбільшою причиною смерті у Європі, яку можна запобігти. За останні кілька десятиліть багато країн прийняли законодавство, яке обмежує продаж та вживання тютюну.

### Європейський Союз
Європейський Союз не несе великої адміністративної відповідальности з охорони здоров'я. Однак Генеральний директорат Європейської Комісії з питань охорони здоров'я та споживачів прагне узгодити національне законодавство про безпеку харчових продуктів та інших продуктів, про права споживачів та захист здоров'я людей, формуючи нові закони в цілому ЄУ і тим самим зміцнюючи свої внутрішні ринки. 
І регіональне бюро Світової організації охорони здоров'я для Європи (ВООЗ / Європа), і Європейський центр з профілактики та контролю захворювань беруть участь у розвитку громадського здоров'я в Європі.